# Putinism
Putinismul (regimul Putin) se referă la ideologia, prioritățile și politicile sistemului de guvernământ practicat de politicianul rus Vladimir Putin.

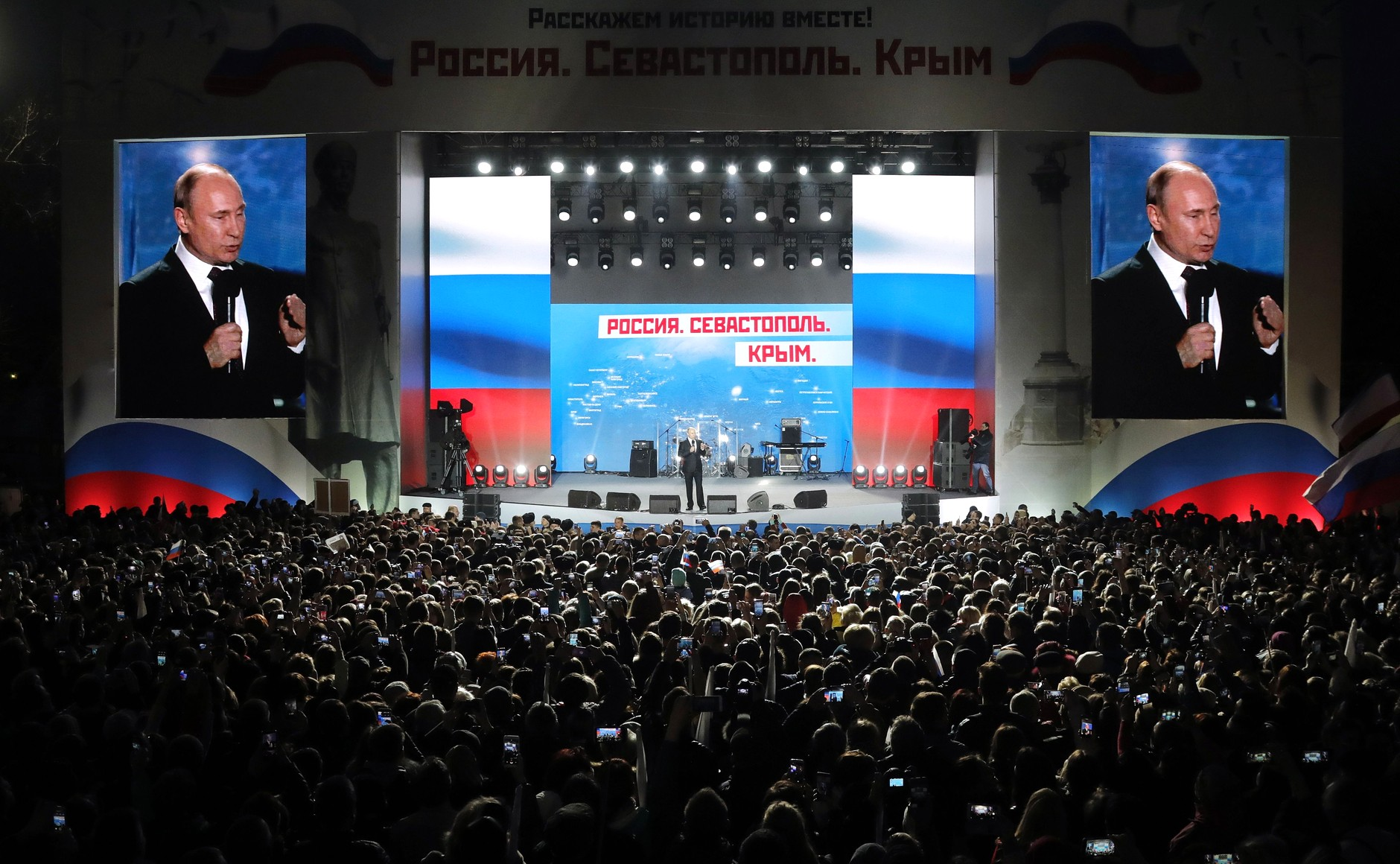
Vladimir Putin la un miting electoral în Sevastopol, cu ocazia alegerilor prezidențiale rusești din 2018

Mai mulți politologi consideră principiile de bază ale putinismului ca fiind următoarele: autoritarismul, Eurasianismul, corporatismul, conservatorismul social, național conservatorismul, populismul de dreapta, suveranismul, etatismul, euroscepticismul, naționalismul și iredentismul rus, precum și antiamericanismul. Majoritatea analiștilor politici consideră putinismul ca fiind de dreapta. Deși Putin s-a declarat de mai multe ori ca fiind anti-fascist, unii politologi și jurnaliști au catalogat regimul acestuia ca fiind neofascist și de extrema dreaptă. De asemenea, putinismul favorizează un puternic cult al personalității lui Vladimir Putin.
Istoricul Arnold Beichman a numit putinismul stalinismul secolului 21.